# リンゴはスター
「リンゴはスター」は、チャラン・ポ・ランタンの楽曲。
アルバム『ミラージュ・コラージュ』収録曲。作曲は小春で、作詞はチャラン・ポ・ランタン。

## 概要
本作は、江崎グリコ「朝食りんごヨーグルト」の発売20周年を記念した公式テーマソングとして制作され、青森県のゆるキャラ・にゃんごすたーとのコラボ曲とされている。歌詞には、ビートルズの楽曲のタイトルが織り込まれている。
ミュージック・ビデオが「朝食りんごヨーグルト」のWeb動画として制作され、グリコのブランドサイトで公開された。内容は、チャラン・ポ・ランタンの2人とにゃんごスターが現実の世界と飛び出す絵本の世界を行き来しながら、本作を演奏するというもの。また、このミュージック・ビデオとアルバムに収録されたものでは、歌詞と曲構成が一部異なっている。
タイトルは当初「『りんごはスター』〜すっきり！りんごヨーグルトの唄〜」とされていたが、アルバム収録時に現行のタイトルに改題されている。

## 歌詞に登場する楽曲のタイトル
前述のとおり、本作の歌詞にはビートルズの楽曲（カバーも含む）のタイトルが織り込まれている。
- Good Morning Good Morning（歌詞では「Good morning」）
- I Feel Fine（歌詞では「気分は上々」）
- Good Day Sunshine
- Help!
- Yesterday
- Golden Slumbers（歌詞では「金色の眠り」）
- Long, Long, Long（歌詞では「長い長い長い」）
- She Said She Said
- I Will
- Tomorrow Never Knows
- Please Please Me
- Come Together
- Across The Universe（アルバム収録テイクのみ、歌詞では「宇宙を渡る」）
- Blackbird（アルバム収録テイクのみ）
- Lucy In The Sky With Diamonds（アルバム収録テイクのみ、歌詞では「ダイヤをもって空の上」）
- Strawberry Fields Forever（アルバム収録テイクのみ、歌詞では「Strawberry fields」）
- Sun King（アルバム収録テイクのみ、歌詞では「太陽の王」）
- A Hard Day's Night
- Good Night（歌詞では「おやーすみ」）
- Free As A Bird
- Twist And Shout
- Hello, Goodbye（歌詞では「ハローグッバイ」）
- Getting Better（ミュージック・ビデオ版のみ）
- Birthday（ミュージック・ビデオ版のみ）
- Hippy Hippy Shake（ミュージック・ビデオ版のみ）
- Carry That Weight（アルバム収録テイクのみ、歌詞では「重荷を背負い」）
- Two Of Us（アルバム収録テイクのみ、歌詞では「僕たち ふたり」）

## 収録アルバム
- ミラージュ・コラージュ